# La Bonneville
Bonneville é uma comuna francesa na região administrativa da Normandia, no departamento Mancha. Estende-se por uma área de 6,45 km². Em 2010 a comuna tinha 185 habitantes (densidade: 28,7 hab./km²).